# Gojong da Coreia
Gojong (hangul: 고종; hanja: 高宗; rr: Gojong; MR: Kojong), também conhecido pelo nome póstumo Imperador Gwangmu (hangul: 광무제; hanja: 光武帝; rr: Gwangmuje; MR: Kwangmuje) (Hanseong, 8 de setembro de 1852 – Keijo, 21 de janeiro de 1919), foi o 26.º rei da Dinastia Joseon e primeiro imperador da Coreia.

## Biografia

### Reinado precoce
Gojong herdou o trono de Joseon em 1863, ao onze anos de idade. Durante sua menoridade, a regência foi exercida por seu pai, Heungseon Daewongun (ou mais comumente, o Daewongun).
Nos seus primeiros anos como regente, Daewongun preocupou-se em tentar recuperar a confiança do povo no regime monárquico. Esse esforço tornou-se mais evidente quando ele assumiu a ambiciosa tarefa de reconstruir o Palácio Gyeongbok, que havia sido incendiado durante a Guerra Imjin. Durante sua regência, as facções políticas de Joseon – os seowon e o poderoso clã Andong Kim – foram completamente alijadas do Estado coreano. Em meados da década de 1860, o Daewongun foi o principal defensor do isolacionismo e da perseguição de católicos nativos e estrangeiros, política que levou à invasão francesa e à expedição norte-americana em 1871.